# Hugo Schnars-Alquist

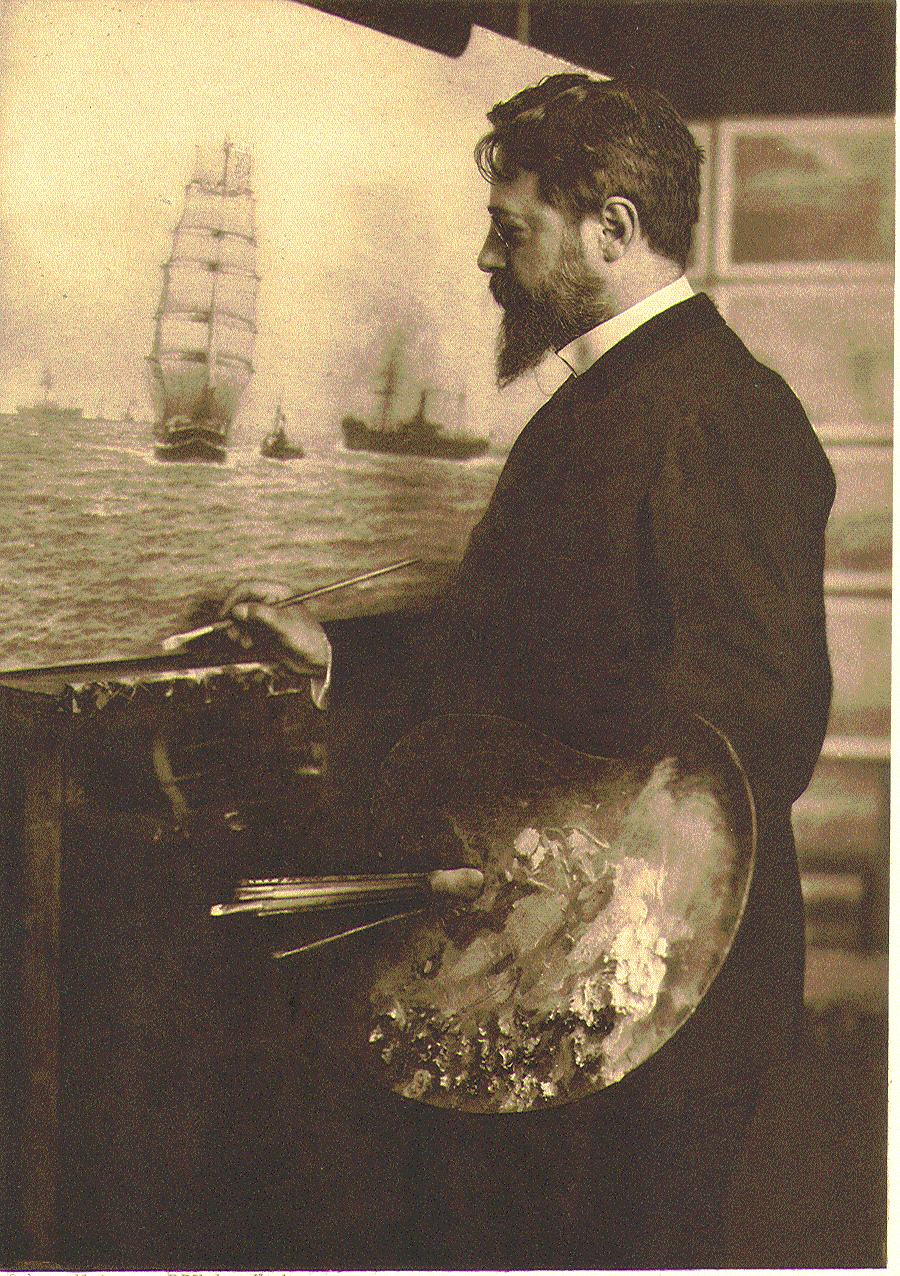
Hugo Schnars-Alquist, 1905

Carl Wilhelm Hugo Schnars-Alquist (* 29. Oktober 1855 in Hamburg; † 20. August 1939 ebenda) war ein deutscher Marinemaler.

## Leben und Werk

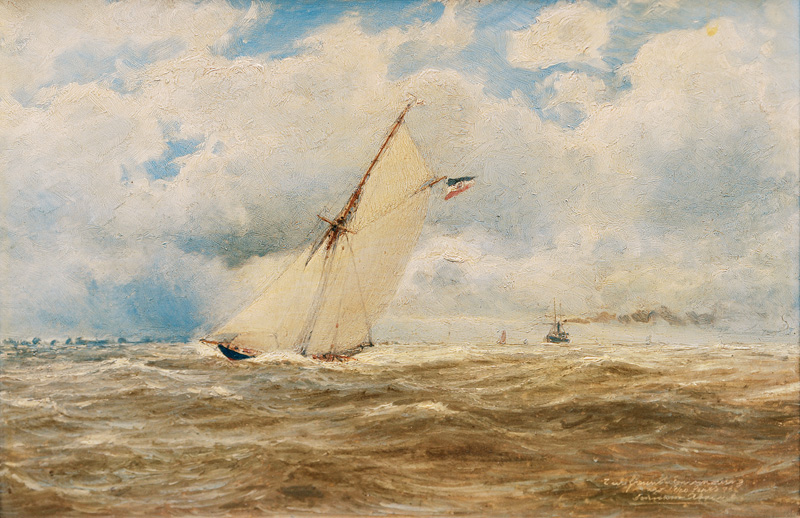
Auf der Elbe, 1898

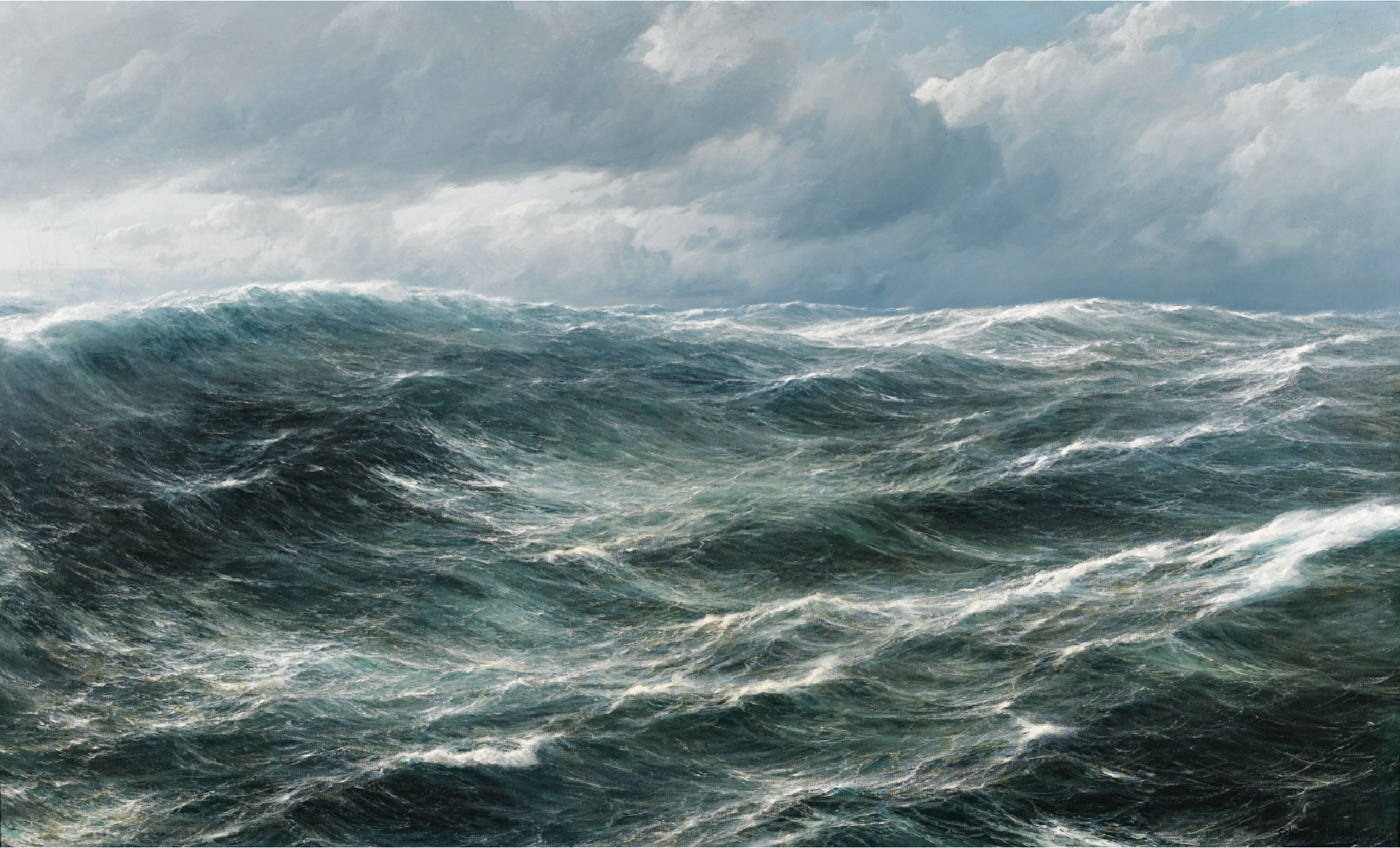
Marinestück, 1906

Als Sohn einer Kaufmannsfamilie wurde er selbst zunächst Kaufmann, bildete sich aber außerdem auf der Gewerbeschule seiner Vaterstadt im Zeichnen und autodidaktisch im Malen aus. Durch den Erfolg verschiedener Seestücke, die sofort Käufer fanden, ermutigt, sattelte er 1884 um und wurde 1886 Meisterschüler von Hans Gude an der Berliner Kunstakademie. 1888–89 war er als Delegierter der deutschen Kunstgenossenschaft und Mitglied der Jury auf der Weltausstellung in Melbourne, begründete 1891 mit Max Liebermann, Walter Leistikow und anderen die „Vereinigung der XI“, war in den Jahren 1892–93 Mitglied der Reichskommission, Mitglied der Jury in Chicago, wurde 1896 zum Professor ernannt und siedelte 1898 von Berlin zurück nach Hamburg über. Er war zudem Mitglied des Hamburger Künstlervereins von 1832. 
Seine zahlreichen Seereisen nach Nord-, Mittel- und Südamerika, Australien, Tasmanien, Neuseeland, Ceylon, Nord- und Südeuropa lehrten ihn, das Meer unter allen Breitengraden, zu allen Jahreszeiten und in allen Stimmungen zu schildern.

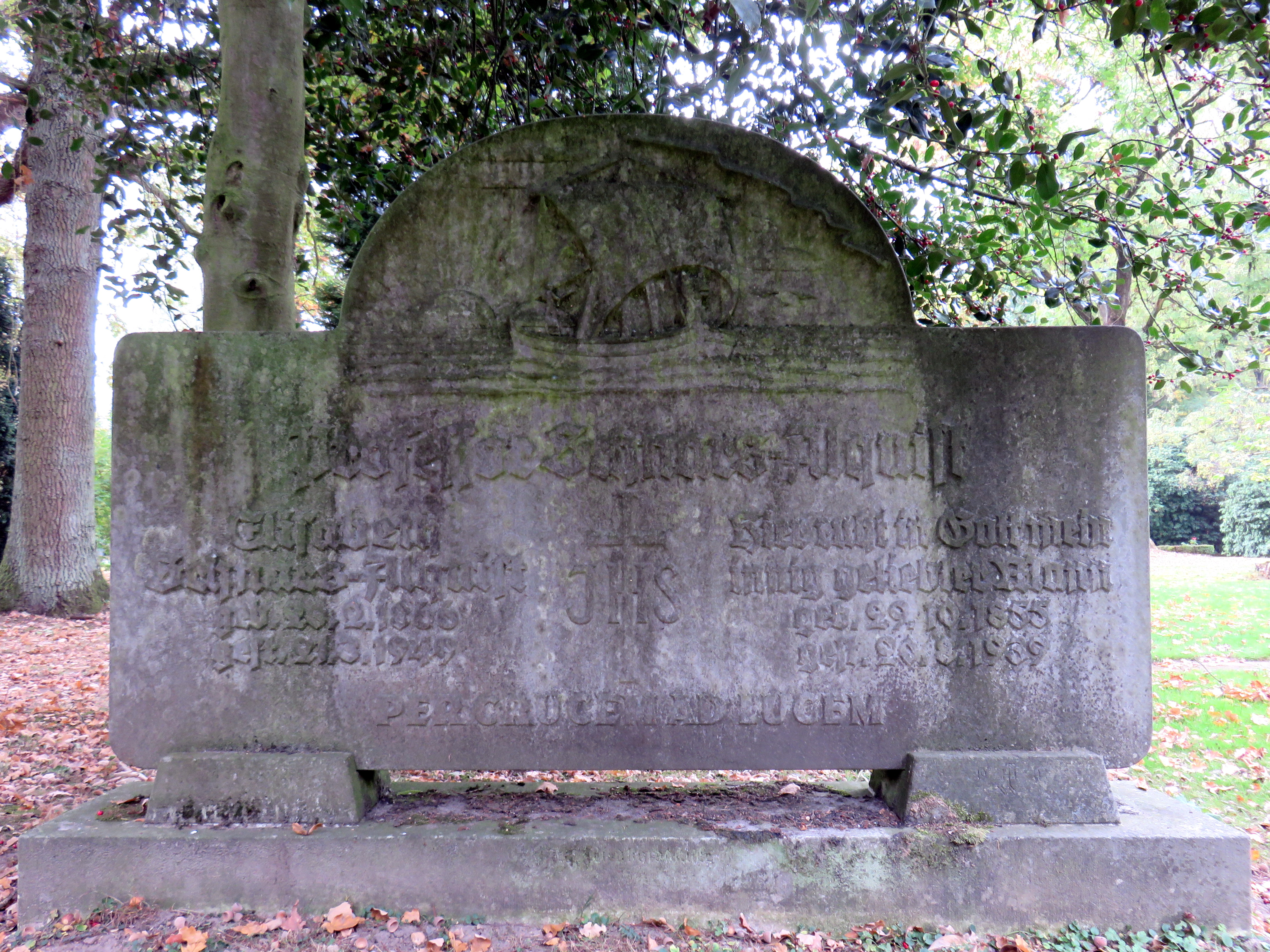
Grab von Hugo Schnars-Alquist auf dem Friedhof Ohlsdorf

Bilder von ihm besaßen der deutsche Kaiser Wilhelm II. (Hilfe in Sicht, 1890), der Reichskanzler Bernhard von Bülow (Deutschland, 1900), die Kunsthalle Hamburg (Nordwest, 1903), die Museen in Elbing, Adelaïde, St. Louis und viele Privatsammlungen in Deutschland, Amerika, Australien etc. Auch hat er viele Bilder für die Dampfer der Hamburg-Amerika-Linie gemalt.
Carl Wilhelm Schnars und Julius Alexander Schnars waren seine Onkel.
Hugo Schnars-Alquist wurde auf dem Friedhof Ohlsdorf auf dem Grabfeld AA 32 beigesetzt.